# Callistium cleadas
Callistium cleadas is een vlindersoort uit de familie van de prachtvlinders (Riodinidae), onderfamilie Riodininae.
Callistium cleadas werd in 1866 beschreven door Hewitson.